# Mindanao
Mindanao je druhý největší ostrov Filipín po ostrově Luzon. Nachází se v jižní části souostroví. Má velmi členité pobřeží s množstvím poloostrovů a zálivů. Na západě jeho břehy omývá Suluské moře a na východě Filipínské moře. Má rozlohu 94 631 km² a žije na něm 16 825 000 obyvatel (2000).
V centrální části leží pohoří s nejvyšší horou Filipín sopkou Apo (2965 m n. m.). Největší řekou je Pulangi.
Na ostrově Mindanao jsou filipínské regiony Caraga, Davao, Severní Mindanao, SOCCSKSARGEN, Poloostrov Zamboanga a autonomní Bangsamoro.

## Bitva o Mindanao
V roce 1945 zde v rámci Pacifického bojiště proběhla během druhé světové války Bitva o Mindanao mezi Spojenými státy a Japonským císařstvím.